# 贺韶站
贺韶站位于中华人民共和国陕西省西安市灞桥区港兴二路与融合路交叉口东侧，是西安地铁14号线的一座地下车站，于2021年6月29日随14号线开通运营。

## 车站结构
本站为地下两层岛式站台车站。
- 站徽（2023年8月）
- 站台（2023年8月）

| 地面            | 出入口             | A-D出入口                                      |
| 地下一层 站厅层 | 站厅               | 客务中心、自动售票机、进出站闸机、长安通自助机 |
| 地下二层 站台层 |                    | 14号线往机场西（港务大道）                     |
| 地下二层 站台层 | 岛式站台，左側開门 |                                                |
| 地下二层 站台层 | 14号线下客站台     |                                                |

## 出入口
本站共有4个出入口。
|      |                          |      |
| 编号 | 指引                     | 图片 |
| A    | 港兴二路（北）、京昆高速 |      |
| B    | 港兴二路（南）、京昆高速 |      |
| C    | 港兴二路（南）、京昆高速 |      |
| D    | 港兴二路（北）、京昆高速 |      |